# Marathon van Nagano 2007
De marathon van Nagano 2007 vond plaats op 15 april 2007 in zondag Nagano. Het was de negende editie van deze marathon. 
De wedstrijd bij de mannen werd gewonnen door de Keniaan Nephat Kinyanjui in 2:13.32. Hij had op de finishlijn een marginaal verschil met Georgi Andrejev uit Rusland. Beide marathonlopers kregen dezelfde tijd toebedeeld. Bij de vrouwen streek de Russische Alevtina Ivanova met de hoogste eer. Zij had meer dan een minuut voorsprong op de Ethiopische Dire Tune. Zowel de mannen als de vrouwen liepen onvoldoende snel om het parcoursrecord te verbeteren.

## Uitslagen

### Mannen
| rang   | naam               | land | tijd    |
| ------ | ------------------ | ---- | ------- |
| Goud   | Nephat Kinyanjui   | KEN  | 2:13.32 |
| Zilver | Georgi Andrejev    | RUS  | 2:13.32 |
| Brons  | Norio Kamijyo      | KEN  | 2:13.37 |
| 4      | Yohei Sato         | JPN  | 2:14.13 |
| 5      | Kazutaka Enoki     | JPN  | 2:14.19 |
| 6      | Moges Taye         | ETH  | 2:14.25 |
| 7      | Toshinari Takaoka  | JPN  | 2:15.00 |
| 8      | Shimelis Mola      | ETH  | 2:15.57 |
| 9      | Kazunari Yoshitomi | JPN  | 2:17.19 |
| 10     | Tomokazu Sakamoto  | JPN  | 2:20.38 |

### Vrouwen
| rang   | naam               | land | tijd    |
| ------ | ------------------ | ---- | ------- |
| Goud   | Alevtina Ivanova   | RUS  | 2:27.49 |
| Zilver | Dire Tune          | ETH  | 2:28.59 |
| Brons  | Ljoebov Morgoenova | RUS  | 2:29.34 |
| 4      | Lidia Şimon        | ROU  | 2:34.48 |
| 5      | Asnakech Mengisstu | ETH  | 2:37.39 |
| 6      | Chikako Ogushi     | JPN  | 2:39.38 |
| 7      | Yoshimi Hoshino    | JPN  | 2:40.04 |
| 8      | Chihiro Tanaka     | JPN  | 2:40.40 |
| 9      | Mai Tagami         | JPN  | 2:43.03 |
| 10     | Hiroko Sho         | JPN  | 2:43.49 |

Shinmai-periode:

1958 ·
1959 ·
1960 ·
1961 ·
1962 ·
1963 ·
1964 ·
1965 ·
1966 ·
1967 ·
1968 ·
1969 ·
1970 ·
1971 ·
1972 ·
1973 ·
1974 ·
1975 ·
1976 ·
1977 ·
1978 ·
1979 ·
1980 ·
1981 ·
1982 ·
1983 ·
1984 ·
1985 ·
1986 ·
1987 ·
1988 ·
1989 ·
1990 ·
1991 ·
1992 ·
1993 ·
1994 ·
1995 ·
1996 ·
1997 ·
1998

Nagano-periode:

1999 ·
2000 ·
2001 ·
2002 ·
2003 ·
2004 ·
2005 ·
2006 ·
2007 ·
2008 ·
2009 ·
2010 ·
2011 ·
2012 ·
2013 ·
2014 ·
2015 ·
2016 ·
2017